# Else Lasker-Schüler

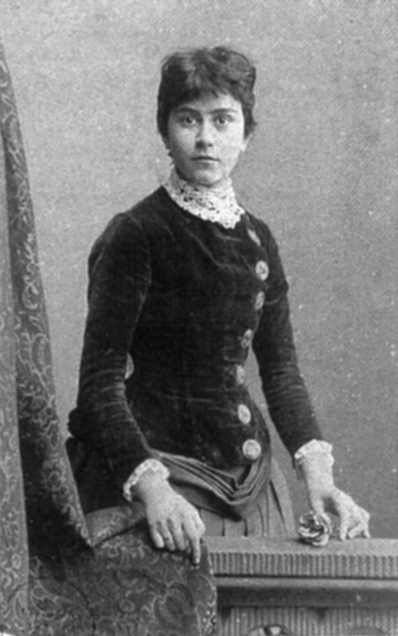
Else Schüler als junge Frau um 1894. Der Ehering an der rechten Hand und die Rose in der anderen deuten darauf hin, dass dieses Bild kurz nach ihrer Hochzeit mit Berthold Lasker entstanden sein muss.

Elisabeth „Else“ Lasker-Schüler (geboren am 11. Februar 1869 als Elisabeth Schüler in Elberfeld; gestorben am 22. Januar 1945 in Jerusalem) war eine deutsche Dichterin und Zeichnerin. Sie gilt als herausragende Vertreterin der avantgardistischen Moderne und des Expressionismus in der Literatur.

## Biografie

### Herkunft und Kindheit

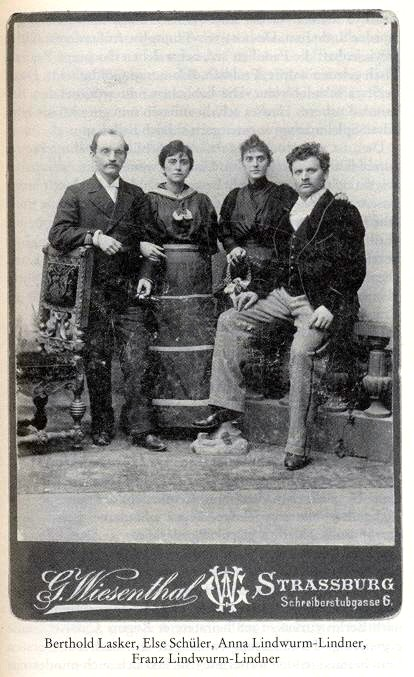
Berthold Lasker (links) mit Else Lasker-Schüler, ihrer Schwester Anna Lindwurm-Lindner und Franz Lindwurm-Lindner, um 1900

Die jüdische Elisabeth „Else“ Schüler wurde 1869 in Elberfeld, heute ein Stadtteil von Wuppertal, geboren und wuchs im Briller Viertel von Elberfeld auf. Sie war das jüngste von sechs Kindern von Jeanette Kissing (1838–1890). Die Mutter wurde zu einer zentralen Gestalt ihrer Dichtung. Ihr Vater war Aaron Schüler (1825–1897), ein Privatbankier. Er wurde später Vorbild für die Hauptfigur des Dramas Die Wupper. Jeanette Kissing war nach dem Tod ihrer Eltern von der Familie des Verlegers und Politikers Leopold Sonnemann in Frankfurt am Main aufgenommen worden. Dessen Frau Rosa war Jeanettes Ziehmutter. Elses Vater Aaron Schüler und der Berliner Bankier Julius Israel Schüler (1827–1908) waren Brüder von Rosa Sonnemann. Jeanette lernte Aaron Schüler über dessen Bruder Julius kennen.
Else galt als Wunderkind der Familie, denn sie konnte bereits mit vier Jahren lesen und schreiben. Ab 1880 besuchte sie das Lyceum West an der Aue. Nachdem sie die Schule angeblich abgebrochen hatte, erhielt sie Privatunterricht im Hause ihrer Eltern. Als sie 13 Jahre alt war, starb ihr Lieblingsbruder Paul. Ihre Mutter starb am 27. Juli 1890; es bedeutete für sie „die Vertreibung aus dem Paradies“.

### Ehen und erste Gedichte
1894 heiratete Else Schüler den Arzt Jonathan Berthold Lasker, einen älteren Bruder des langjährigen Schachweltmeisters Emanuel Lasker, und zog nach Berlin um.
1897 starb ihr Vater. Am 24. August 1899 wurde ihr Sohn Paul (1899–1927) geboren. In diesem Jahr wurden erste Gedichte veröffentlicht; ihr erster Gedichtband Styx folgte 1901.
Am 11. April 1903 wurde die Ehe mit Berthold Lasker geschieden. Am 30. November desselben Jahres heiratete sie den Schriftsteller Georg Lewin. Er ist unter dem Künstlernamen Herwarth Walden bekannt, den sich Else Lasker-Schüler ausgedacht hatte.

### Weitere Veröffentlichungen

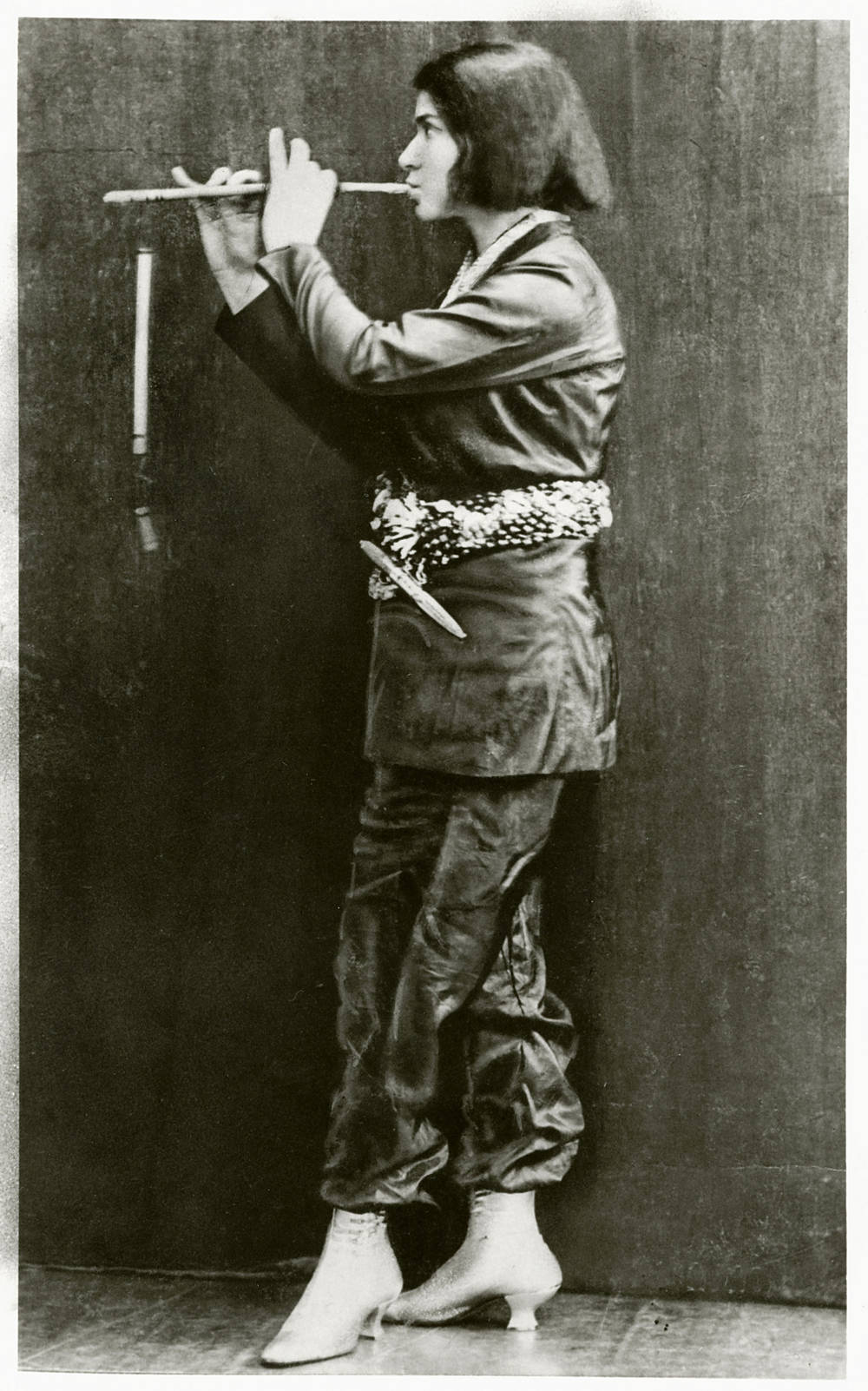
Lasker-Schüler in ihrem orientalischen Kostüm als „Prinz Yussuf“ (1912)

1906 erschien Lasker-Schülers erstes Prosawerk Das Peter Hille-Buch nach Hilles Tod; er war einer ihrer engsten Freunde. 1907 erschien die Prosasammlung Die Nächte der Tino von Bagdad. 1909 publizierte sie das Schauspiel Die Wupper, das jedoch erst 1919 zur Aufführung kam. Mit dem Gedichtband Meine Wunder (1911) wurde Lasker-Schüler zur führenden deutschen Expressionistin.
Nach der Trennung von Herwarth Walden 1910 wurde 1912 auch die zweite Ehe geschieden. Walden heiratete noch im selben Jahr in London die Schwedin Nell Roslund. Ohne eigenes Einkommen lebte Else Lasker-Schüler jetzt von der Unterstützung durch Freunde, insbesondere Karl Kraus. Im Sommer 1912 begegnete Else Lasker-Schüler Gottfried Benn. Es entstand eine intensive Freundschaft, die sich in einer großen Zahl von Liebesgedichten niederschlug, die sie Benn widmete. In seiner schwärmerischen Rede auf Else Lasker-Schüler pries er sie 1952 als „größte Lyrikerin, die Deutschland je hatte“ und lobte ihre Sprache als „ein üppiges, prunkvolles, zartes Deutsch [...], in jeder Wendung dem Kern des Schöpferischen entsprossen.“ In ihr habe sie ihre Gefühle ausdrücken können, ohne jemals „das Geheimnisvolle“ zu enthüllen.
1921 erscheint Der Wunderrabbiner von Barcelona, in dem Else Lasker-Schüler den Antisemitismus aufs Schärfste anklagt. Sie nimmt auf die widersprüchlichen Vorurteile gegenüber Juden als Kapitalisten und Kommunisten Bezug.

### Der Briefwechsel mit Franz Marc

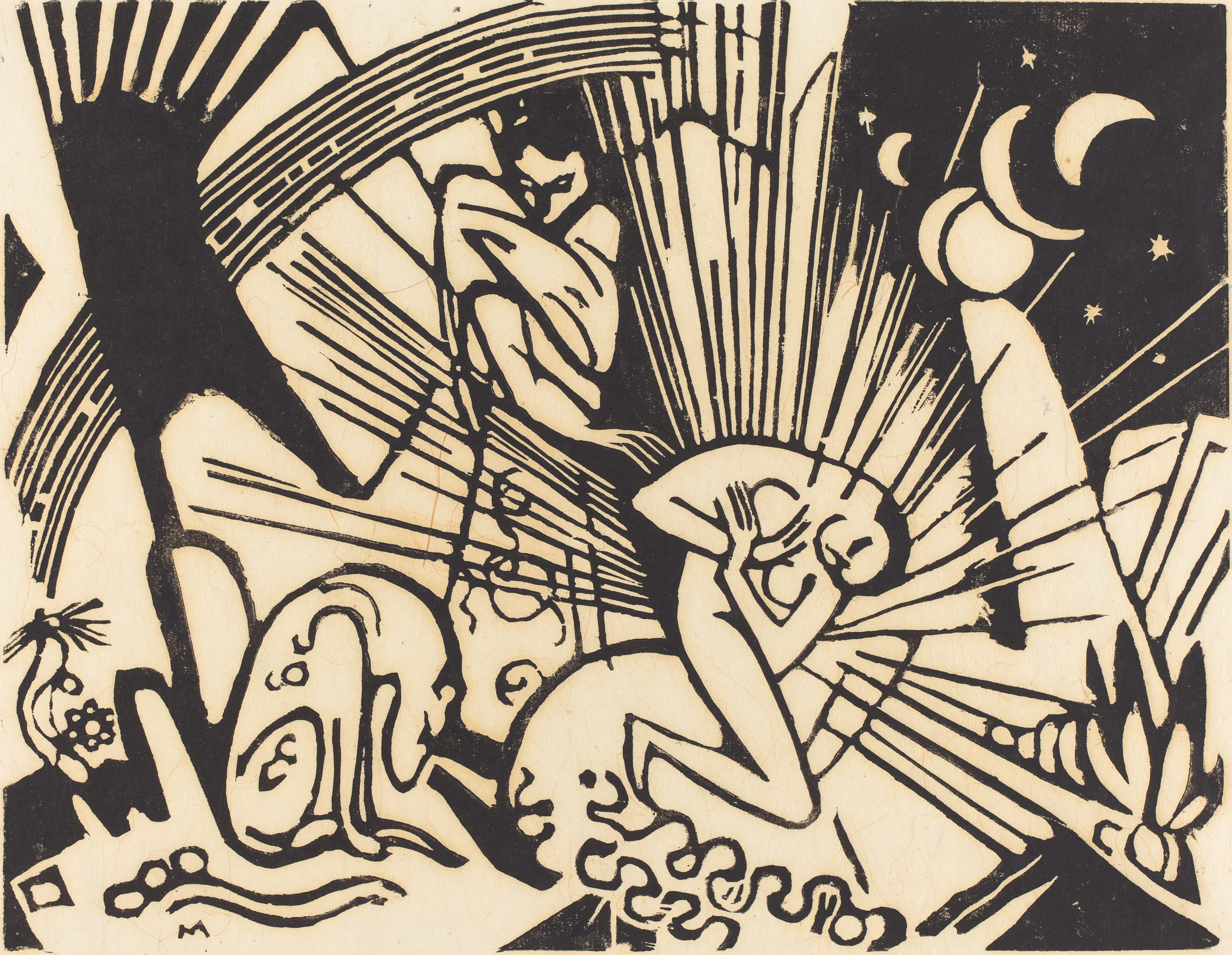
Franz Marc: Versöhnung nach dem Gedicht von Lasker-Schüler

Für das Titelblatt der Doppelnummer des Septemberhefts 1912 von Herwarth Waldens Kunstzeitschrift Der Sturm schuf Franz Marc den Holzschnitt Versöhnung („Es wird ein großer Stern in meinen Schoß fallen …“), eine Illustration des gleichnamigen Gedichts von Else Lasker-Schüler. Im Dezember 1912 lernten Franz und Maria Marc die inzwischen von Herwarth Walden geschiedene Dichterin in Berlin kennen. Bereits vor diesem Treffen hatten Marc und Lasker-Schüler, zwischen denen sich eine enge Freundschaft entwickelte, korrespondiert. Bis zum Sommer 1914 kam es zu einem regen Briefwechsel zwischen dem Prinzen Jussuf von Theben (Else Lasker-Schüler) und dem Blauen Reiter (Franz Marc). Von den privaten eigenhändig bemalten Kartengrüßen und Briefen sind 66 von Else Lasker-Schüler, 28 von Franz Marc erhalten. Während Lasker-Schüler ein Ineinander und Nebeneinander von Bild und Schrift setzte, verwendete Marc die Vorderseite einer Korrespondenzkarte für eine Aquarell- oder Tuschzeichnung, betitelte sie und schrieb auf die Rückseite.
Dem ersten Briefgruß Marcs mit dem programmatischen Titel Der blaue Reiter präsentiert Eurer Hoheit sein blaues Pferd folgte das Aquarell Der Turm der blauen Pferde als Neujahrsgruß auf das Jahr 1913. Marc hatte die Postkarte aus einer Bleistiftskizze entwickelt. Sie ist der einzig erhaltene farbige Entwurf für das verschollene gleichnamige Ölgemälde.
Im Ausstellungskatalog Else Lasker-Schüler: Die Bilder betont Ricarda Dick, Marc habe mit der Übernahme von Bildzeichen der Dichterin in seine Aquarelle „das Spiel des poetischen Dialogs“ erwidert und ihre Schrift-Bild-Kompositionen mit seinen Mitteln bereichert: So sind dem vorderen Pferd Halbmonde und Sterne eingeschrieben oder, wie sie einmal selbst geschrieben hatte, in die „Haut [sind] Hieroglyphen eingeschnitten […] bis ins Mark“. Damit führe ihr das Aquarell vor Augen, „wie ihre zeichenhaften Elemente ins Bild integriert werden können, ohne den Charakter zu verlieren“.
Nach Peter Klaus Schuster liegt das Einzigartige dieser Künstlerfreundschaft in der „doppelten Doppelbegabung“: „So wie sich Franz Marc in seinen Karten über das Bild hinaus als poetischer Maler zeige, antworte Else Lasker-Schüler in ihren Briefen nicht nur mit Worten, sondern auch mit Zeichnungen“.
Mit dem letzten Kartengruß sandte Marc das Bild einer arkadischen bayerischen Voralpenszene. Das Aquarell Schloss Ried mit einer Märchenlandschaft, in der ein blauer Reiter auf blauem Pferd mit dem Speer Hirsche jagt, war für den kranken Sohn Paul gedacht. Es diente ihr als Frontispiz gegenüber der Titelseite ihres Romans Der Malik. Die Briefe an den blauen Reiter Franz Marc, die zwischen 1913 und 1915 in den Zeitschriften Die Aktion und Der Brenner erschienen waren, wurden 1915 von Else Lasker-Schüler überarbeitet und als erster Teil des 1919 veröffentlichten Romans „Der Malik.“ Eine Kaisergeschichte mit selbstgezeichneten Bildern und Zeichnungen verwendet, mit der gedruckten Widmung: „Meinem unvergeßlichen Freund Franz Marc / DEM BLAUEN REITER / in Ewigkeit“.

### Emigration und Exil
Der frühe Tod ihres Sohnes Paul (1899–1927) durch Tuberkulose stürzte die Dichterin in eine Krise; sie veröffentlichte den Nachruf Mein Sohn.
Zusammen mit Richard Billinger erhielt die Dichterin 1932 den letztmals vor der nationalsozialistischen Machtergreifung vergebenen Kleist-Preis. Am 19. April 1933, nach tätlichen Angriffen und angesichts der Bedrohung ihres Lebens, emigrierte sie nach Zürich, erhielt dort jedoch Arbeitsverbot. Die kantonale und die städtische Fremdenpolizei mit ihren Kontrolldetektiven erteilten nur befristete Aufenthaltsgenehmigungen und erzwangen dadurch ständige Ortswechsel. Von Zürich aus unternahm sie 1934 und 1937 zwei Reisen nach Palästina, „ihrem Hebräerland“.
1938 wurde ihr die deutsche Staatsbürgerschaft aberkannt, sie wurde „schriftenlos“, wie es in der Schweiz heißt. 1939 reiste sie zum dritten Mal nach Palästina. Der Kriegsbeginn hinderte sie an einer Rückkehr in die Schweiz. Zudem hatten ihr die Schweizer Behörden das Rückreisevisum verweigert.
In Jerusalem wohnte Lasker-Schüler zunächst im Hotel Vienna und ab Mai 1940 im Hotel Atlantic, beide an der belebten Ben Jehuda Street. Ihr letztes Zuhause war ab Sommer 1941 ein privates Zimmer zur Untermiete in der King George Street in Rechavia. Die Dichterin bezog eine monatliche „Ehrenrente“, die je zur Hälfte von der Jewish Agency und von dem Verleger Salman Schocken aufgebracht wurde und ihr eine finanziell einigermaßen gesicherte Existenz ermöglichte. Die meisten ihrer Freunde verlor sie in der Emigration. Doch pflegte sie einen kleinen Freundeskreis mit ebenfalls Emigrierten, zumeist Schriftstellern und Philosophen, darunter Werner Kraft, Martin Buber, Samuel Hugo Bergman, Salman Schocken und Ernst Simon. Den Religionsphilosophen Simon verehrte sie in den letzten Lebensjahren leidenschaftlich, wie aus zahlreichen Gedichten und Briefen hervorgeht. In ihrem Nachlass befanden sich 14 Briefe von Simon aus den Jahren 1940–1943. In ihrem 1943 veröffentlichten, letzten Gedichtband Mein blaues Klavier – Neue Gedichte sind 12 Gedichte Simon gewidmet. Die Verehrung Simons hat Christa Ludwig in einem biografischen Roman über die Dichterin thematisiert.
Lasker-Schüler war in Palästina unglücklich. Sie hatte sich das Leben in Jerusalem anders vorgestellt und war enttäuscht. Dazu trugen neben ihrem eigenen Verlust der Heimat und ihrer zahlreichen Freunde in Deutschland die Kriegssituation bei, die Ermordungen von Juden in Konzentrationslagern, die nach und nach bekannt wurden, ferner die Unruhen und Aufstände von Juden und Arabern in Palästina unter britischem Mandat und die Bestimmungen aus dem Weißbuch von 1939 mit der drastischen Einfuhrbeschränkung für jüdische Flüchtlingsschiffe in den Häfen.
Indem sie sich auf die gemeinsamen Wurzeln bezog, griff sie Elemente verschiedener Religionen auf, um bereits in der Weimarer Republik für eine Versöhnung von Christen, Juden und Arabern zu werben. Damit aber gehörte Else Lasker-Schüler später in Palästina politisch zu einer Minderheit. Sie unterstützte den „Brit Schalom“ (Friedensbund) und dessen Nachfolgerin „Ichud“ (Vereinigung). Beide Organisationen machten die Beziehung zur arabischen Bevölkerung Palästinas zum Zentrum ihres politischen Denkens.
Lasker-Schüler, über 70 Jahre alt und nie mit ihrer Rente auskommend, nicht in der Lage nach Europa zurückzukehren, aber immer noch als „Prinz Yussuf“ verkleidet, wurde unter Siedlern und Intellektuellen in Jerusalem zum Spottobjekt. Sie war als rastlose, alte Dichterin nach Aussagen vieler Zeitgenossen in den Straßen Jerusalems stadtbekannt. „Im Gegenzug bezeichnete sie ihr einst geliebtes ‚Erez-Israel‘ (Land Israel) als ‚Erez-Miesrael‘ (Land des Elends). Sie gründete ‚Kraal‘, einen literarischen Salon, den Martin Buber, der Philosoph, am 10. Januar 1942 im französischen Kulturzentrum eröffnete.“
Einige führende jüdische Schriftsteller und vielversprechende Dichter besuchten ihre literarischen Programme, aber Lasker-Schüler durfte nach einiger Zeit keine Lesungen und Vorträge halten, weil sie auf Deutsch gehalten wurden. Verzweifelt bat sie den Rabbiner der deutschen Synagoge in Jerusalem, sie möge noch einmal sein Gotteshaus benutzen dürfen:
„Wo immer ich war, darf man kein Deutsch sprechen. Ich möchte den letzten Kraal-Abend für einen bereits gebrochenen Dichter arrangieren, um aus seinen Übersetzungen eines großen Hebräers zu rezitieren“.
In ihren letzten Jahren arbeitete Lasker-Schüler an ihrem Drama IchundIch (IandI), das ein Fragment blieb. Ihr Gedichtband Mein Blaues Klavier (1943, My Blue Piano) wurde jedoch in einer limitierten Auflage von 330 Exemplaren fertiggestellt. „Ihr literarischer Abschied war ihr letzter Versuch, die Einsamkeit des Exils zu überwinden. Bezeichnenderweise widmete sie ihr Werk ‚mit gutem Willen meinen unvergesslichen Freunden in den Städten Deutschlands und denen, die wie ich auf der ganzen Welt verbannt und zerstreut wurden‘“. Am 23. Juni 1942 sandte sie ein Schreiben an Papst Pius XII., in dem sie den „liebreichen, heiligen Vater“ darum bat, den „Oberoberprimaner“ Mussolini, den Duce, ihren „Indianerfreund“, zu retten, um „‚unser‘ aller Menschen Europas schönes Italien“ willen. In einem ihrer letzten Lebenszeichen bat sie die Alliierten, ihre Heimatstadt Wuppertal und die Umgebung von Bombenangriffen verschont zu lassen.
1944 erkrankte sie schwer. Nach einem Herzanfall am 16. Januar starb Else Lasker-Schüler am 22. Januar 1945. Sie wurde auf dem Jüdischen Friedhof am Ölberg in Jerusalem begraben.

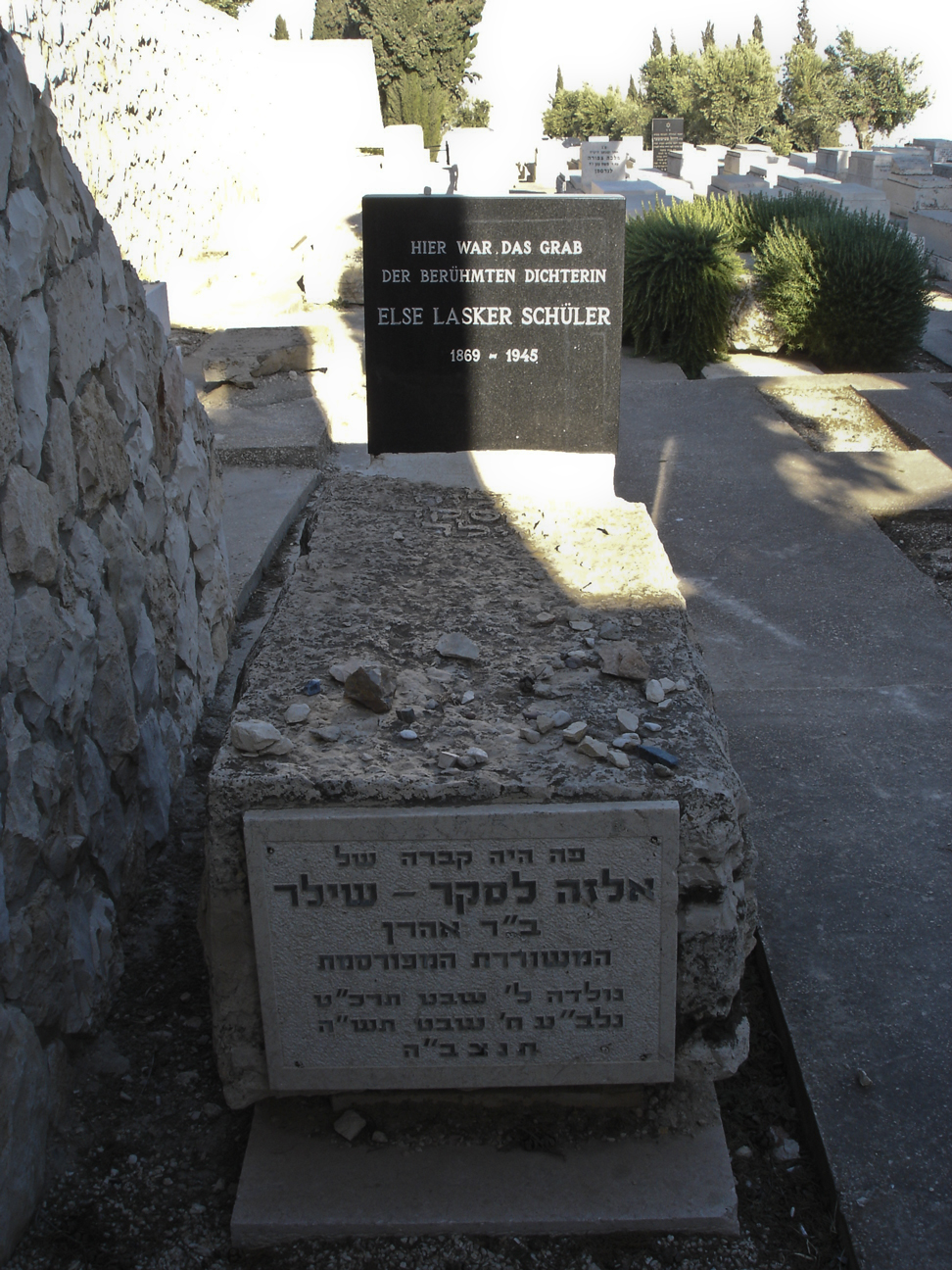
Grabstein von Else Lasker-Schüler auf dem Ölberg in Jerusalem

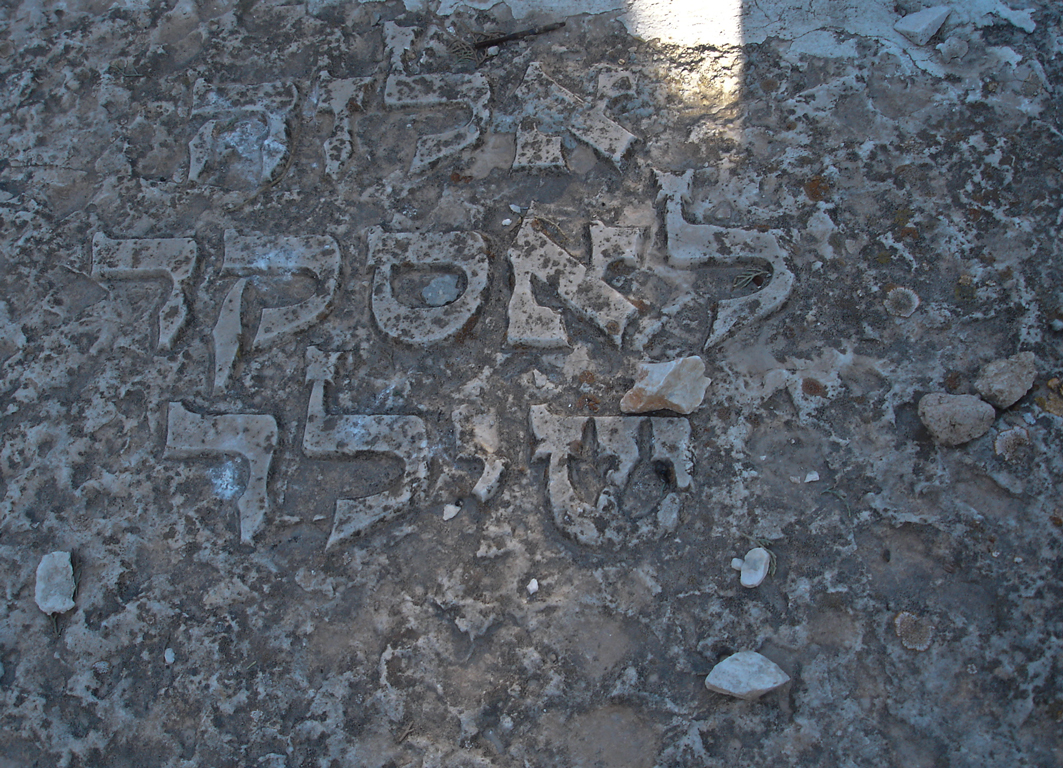
Hebräische Inschrift auf dem originalen Grabstein

Nachdem der Ölberg bei der Teilung Jerusalems 1948 unter jordanische Verwaltung gekommen war, wurde Lasker-Schülers Grab, wie viele andere historische Gräber auch, zerstört. Der von Leopold Krakauer geschaffene Grabstein wurde nach der israelischen Eroberung Ostjerusalems im Sechstagekrieg neben einer Schnellstraße gefunden, welche die jordanische Verwaltung 1960 quer durch den jahrtausendealten jüdischen Friedhof hatte bauen lassen. 1975 wurde der Grabstein an seinem heutigen Ort aufgestellt. Er liegt auf einem weißen Sockel. Eine hebräisch und deutsch beschriftete Tafel verkündet, wer unter dem Stein geruht hat.

## Werk
Else Lasker-Schüler hinterließ ein umfangreiches lyrisches Werk, drei Dramen, als Prosawerke kürzere Skizzen und Erzählungen sowie Briefe, Dokumente und viele Zeichnungen. Als Vorreiterin der avantgardistischen Moderne etablierte sie sich vor allem durch ihre psalmodierende Lyrik und ihr poetisches Milieudrama Die Wupper.

### Lyrik

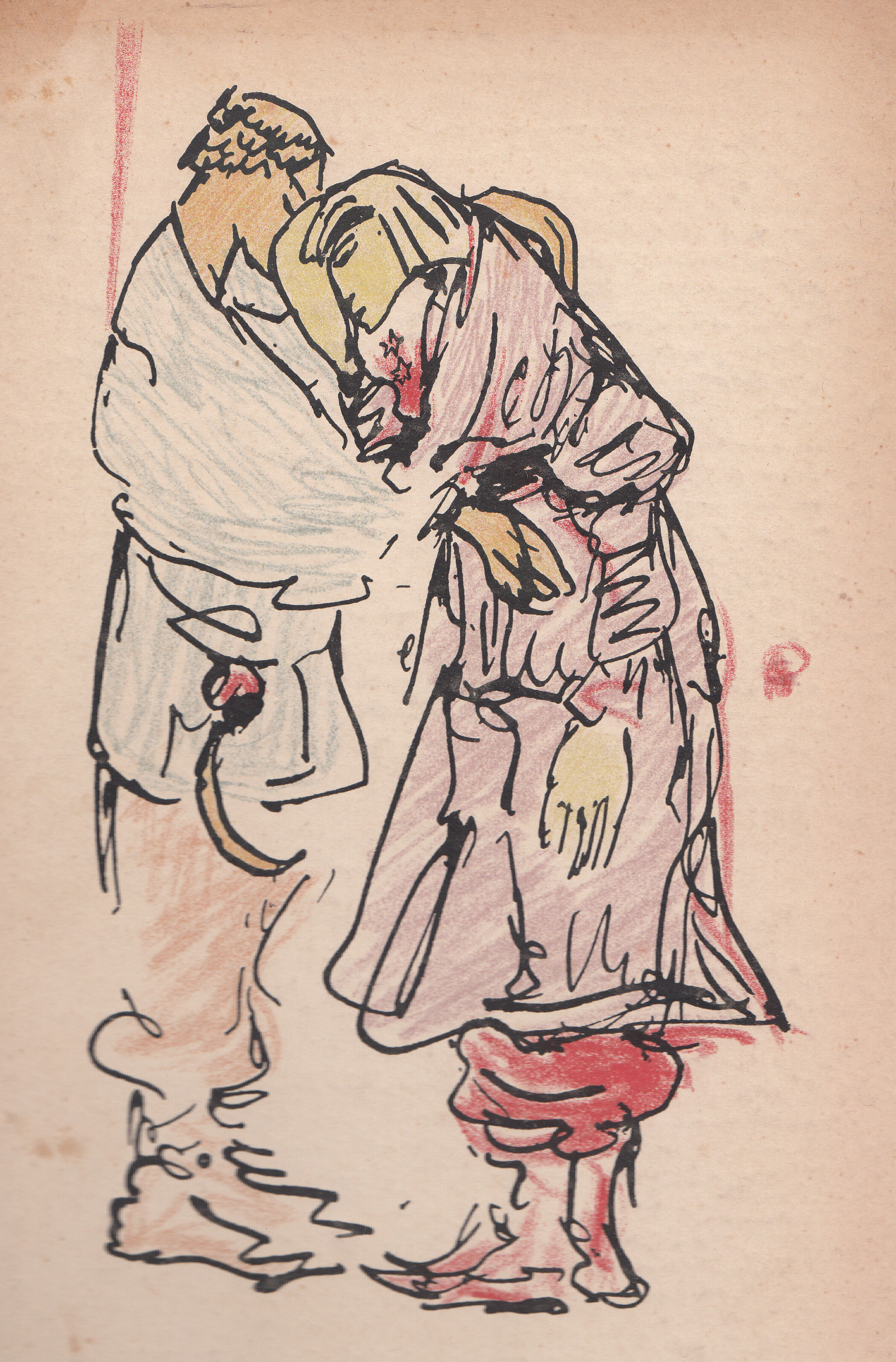
Deckblatt Lasker-Schueler: Gesammelte Gedichte (1917)

Zu ihren Lebzeiten erschienen ihre Gedichte sowohl in verschiedenen Zeitschriften, wie z. B. der Zeitschrift ihres zweiten Mannes Der Sturm, in der Fackel von Karl Kraus oder auch im Kampf sowie in einer ganzen Reihe von Gedichtbänden, die sie selbst zusammengestellt und zum Teil auch illustriert hatte. Beispiele:
- Styx (erster veröffentlichter Gedichtband 1901)
- Der siebente Tag (zweiter Gedichtband 1905)
- Meine Wunder (Erstausgabe 1911)
- Hebräische Balladen (1913)
- Gesammelte Gedichte (1917)
- Mein blaues Klavier (1943) Letzter Gedichtband aus dem Exil, benannt nach dem Gedicht Mein blaues Klavier

In ihrem Werk nimmt Liebeslyrik einen breiten Raum ein, aber daneben finden sich tief religiöse Gedichte, Gebete. Die Übergänge sind dabei oft fließend. Vor allem das spätere Werk ist reich an biblischen und allgemeiner orientalischen Motiven. Lasker-Schüler ist sehr frei gegenüber den äußeren Regeln poetischer Form, dabei gelingen ihr aber Werke von großer innerer Konzentration. Auch vor sprachlichen Neuschöpfungen schreckt sie nicht zurück.
Ein hervorragendes Beispiel ihrer Dichtkunst ist Ein alter Tibetteppich, ein Gedicht, das nach seiner Erstveröffentlichung im „Sturm“ viele Nachdrucke erfahren hat, den ersten davon in der „Fackel“:
Ein alter Tibetteppich
Deine Seele, die die meine liebet,
Ist verwirkt mit ihr im Teppichtibet.
Strahl in Strahl, verliebte Farben,
Sterne, die sich himmellang umwarben.
Unsere Füße ruhen auf der Kostbarkeit,
Maschentausendabertausendweit.
Süßer Lamasohn auf Moschuspflanzenthron,
Wie lange küßt dein Mund den meinen wohl
Und Wang die Wange buntgeknüpfte Zeiten schon?

### Drama
Ihr erstes und wichtigstes Drama Die Wupper schrieb Else Lasker-Schüler 1908. Veröffentlicht wurde es 1909, die Uraufführung fand am 27. April 1919 im Deutschen Theater Berlin statt. Nach dem Zweiten Weltkrieg wurde das Drama im Jahr 1958 in Düsseldorf von Hans Bauer mit einem Bühnenbild von Teo Otto neu inszeniert.
Lasker-Schülers Theaterstück Arthur Aronymus und seine Väter, das 1933 im Berliner Schillertheater kurz vor der Premiere stand, wurde von den Nationalsozialisten sofort vom Spielplan genommen. In diesem Stück hat die Dichterin die Judenverfolgung vorweggenommen:
Unsere Töchter wird man verbrennen auf Scheiterhaufen
Nach mittelalterlichem Vorbild.
Der Hexenglaube ist auferstanden
Aus dem Schutt der Jahrhunderte.
Die Flamme wird unsere unschuldigen jüdischen Schwestern verzehren.
Der Bezug zum politischen Zeitgeschehen wird noch deutlicher im letzten, unvollendeten Drama der Dichterin – IchundIch –, an dem sie im Jerusalemer Exil bis kurz vor ihrem Tod arbeitete. Mit IchundIch entstand eine vielschichtige Fortsetzung von Goethes Faust, in welcher Mephisto und Faust vom Höllengrund aus beobachten, wie Hitler Stück um Stück die Welt erobert. Schließlich muss auch Mephisto angesichts der Gräueltaten erkennen, dass das Böse nicht unterstützt werden darf. Gemeinsam mit Faust bittet er Gott um Vergebung. Sie werden beide in den Himmel aufgenommen, während das Dritte Reich in einem Flammenmeer untergeht.
IchundIch führte zu zahlreichen Kontroversen unter Werkkundigen der Dichterin. Während die einen Else Lasker-Schüler nahezu prophetische Weitsicht unterstellten, da sie schon weit vor 1944 den Untergang des Nazi-Regimes beschrieb, sahen andere in dem Drama vielmehr Anzeichen geistigen Verfalls. So schrieb Armin Juhre voller Bewunderung: „Welcher der vielen deutschen emigrierten Schriftsteller hat sich je zu solcher Kühnheit aufgeworfen?“ Ernst Ginsberg bemerkt dagegen 1958 in einem Brief an den Nachlassverwalter Manfred Sturmann: „Ich habe es nur mit tiefster Erschütterung, ja ich gestehe: zuweilen nur unter Tränen lesen können. […] Man spürt die geistige Nacht über die greise Dichterin hereinbrechen, über die nur noch seltene Sternschnuppen hinzucken.“ So war das Werk viele Jahre lang nur zu wissenschaftlichen Zwecken überhaupt einsehbar: IchundIch wurde zunächst gar nicht, 1961 in wenigen Ausschnitten und erst 1969 kritisch kommentiert vollständig im Jahrbuch der Deutschen Schillergesellschaft veröffentlicht. Es wurde schließlich am 10. November 1979 im Großen Schauspielhaus Düsseldorf welturaufgeführt, am 8. Dezember 1979 folgte die Aufführung im Schauspielhaus Wuppertal. Zum 150. Geburtstag zeigte das Schauspiel Wuppertal (Wuppertaler Bühnen) Else Lasker-Schülers IchundIch in einer spartenübergreifenden Rauminstallation in den Riedel-Hallen in der Regie von Dedi Baron.

### Zeichnungen

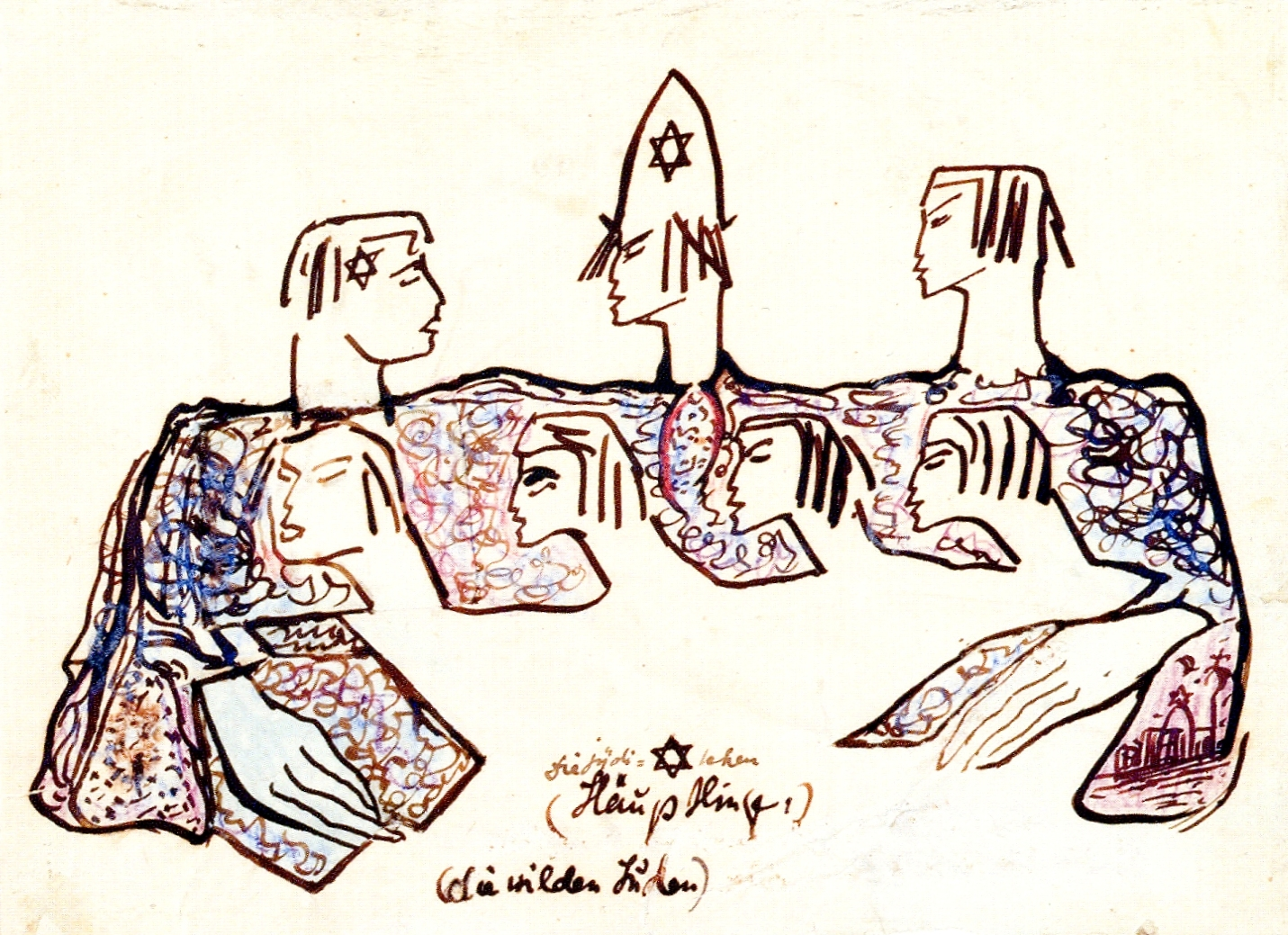
Die jüdischen (Häuptlinge) (die wilden Juden)

Mehr als einhundert Zeichnungen hingen in der Berliner Nationalgalerie und wurden 1937 von den Nationalsozialisten als entartete Kunst entfernt. Ein Dutzend dieser Arbeiten befindet sich heute im Besitz der Else-Lasker-Schüler-Gesellschaft in Wuppertal.

### Die Sehnsucht nach Jerusalem
Die Dichtung Else Lasker-Schülers, die von Jerusalem und dem Gelobten Land erzählt, steht im Spannungsfeld zwischen idealen Bildvorstellungen und den realen politischen und persönlichen Lebensumständen. Das Jerusalem, dem die Sehnsucht gilt, mag im Herzen liegen, mag ein Kindheitstraum oder der Ort geschützter Kindheit und märchenhafter Phantasiewelt sein, zumeist ist es jedoch das verheißene Jenseitsbild. In Prosa und Gedicht verflechten sich daher biblische Bilder, die Geschichte des jüdischen Volkes, individuelle Exilerfahrungen und das sinnliche Erleben des Landes und der Stadt Jerusalem. Gershom Scholem verweist in diesem Zusammenhang auf eine „Opposition von messianischer und geschichtlicher Existenz“.

## Rezeption

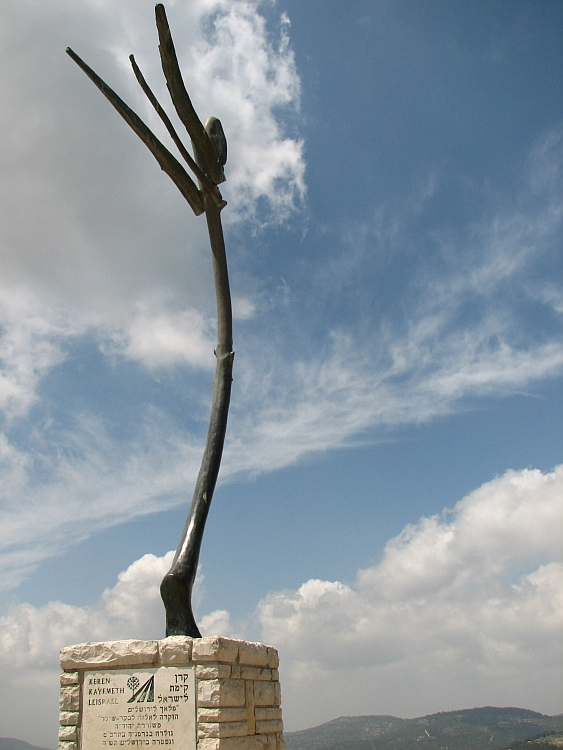
Engel für Jerusalem, Else-Lasker-Schüler-Denkmal bei Jerusalem (2007)

### Rezeption in Europa
Else Lasker-Schüler polarisierte mit ihrem öffentlichen Auftreten, nicht selten beim Vortragen ihrer Gedichte, aber auch durch ihre zahlreichen Mystifikationen als Künstlerin die literarische Öffentlichkeit. Die Verve ihrer Modernität und eine bis dahin unerhörte Mischung aus Subjektivität, objektiver Formkunst und weiblicher Selbstbehauptung verschuf ihr Gegner wie Anhänger. Rainer Maria Rilke antwortete 1913 an seine Mäzenin Sidonie Nadherny von Borutin: „- ich möchte bellen, wie sie's neulich tat; schlecht, schlecht, aber ich habe nicht die Stimme dafür.“ Franz Kafka schrieb an Felice Bauer über Else Lasker-Schüler: „Ich kann ihre Gedichte nicht leiden, ich fühle bei ihnen nichts als Langweile über ihre Leere und Widerwillen wegen des künstlichen Aufwandes. Auch ihre Prosa ist mir lästig aus den gleichen Gründen, es arbeitet darin das wahllos zuckende Gehirn einer sich überspannenden Grossstädterin. Aber vielleicht irre ich da gründlich, es gibt viele, die sie lieben, Werfel z. B. spricht von ihr nur mit Begeisterung. Ja, es geht ihr schlecht, ihr zweiter Mann hat sie verlassen, soviel ich weiss, auch bei uns sammelt man für sie; ich habe 5 K hergeben müssen, ohne das geringste Mitgefühl für sie zu haben; ich weiss den eigentlichen Grund nicht, aber ich stelle mir sie immer nur als eine Säuferin vor, die sich in der Nacht durch die Kaffeehäuser schleppt.“ An dem Tag, als Else Lasker-Schüler starb, notierte Werner Kraft in seinem Tagebuch den Beginn ihres Gedichts Gebet:
Ich suche allerlanden eine Stadt,
Die einen Engel vor der Pforte hat.
Ich trage seinen großen Flügel
Gebrochen schwer am Schulterblatt
Und in der Stirne seinen Stern als Siegel!
Von diesen Zeilen ist auch das Else-Lasker-Schüler-Denkmal „Engel für Jerusalem“ inspiriert.
Gottfried Benn, dessen frühe dichterische Entwicklung unter Laskers Einfluss stand und der mit ihr eine Beziehung führte, lobte sie hingegen mehrere Jahre nach ihrem Tod in einer 1952 gehaltenen Rede als die „größte Dichterin, die Deutschland je hatte.“ Sein Lob kann als Anfang der neuen Auseinandersetzung mit der verfolgten und schließlich mittellosen Dichterin gesehen werden. Anders als ebenfalls bedeutende deutsche Lyrikerinnen, wie Annette von Droste-Hülshoff oder Ingeborg Bachmann, die ihren männlichen Dichterkollegen ebenbürtig waren, war Lasker-Schüler durch ihre Modernität schlicht konkurrenzlos. Es gelang ihr in der deutschen Dichtung den dominanten Symbolismus durch den Expressionismus fast im Alleingang abzulösen. Thomas Anz bestimmt ihre überragende Bedeutung für die Lyrik mit ihrer führenden Rolle in der modernen Dichtung: „Formal und strukturell moderne Lyrik trifft man zuerst bei Else Lasker-Schüler an (Der siebente Tag, 1905)“.

### Übersetzungen ins Hebräische und Rezeption innerhalb der israelischen Gesellschaft
Else Lasker-Schüler verfasste ihre Gedichte ausschließlich in Deutsch, dennoch wurden und werden ihre Werke auch innerhalb der israelischen Gesellschaft rezipiert. Dies ermöglichten verschiedene Schriftstellerinnen und Schriftsteller, die diese ins Hebräische übersetzten.
Die erste Übertragung ihrer Gedichte ins Hebräische nahm Alice Jacob-Loewenson 1922 noch in Deutschland vor. 1925 stellte der Dichter Uri Zvi Greenberg Übersetzungen an. Während der Zeit des Nationalsozialismus verbot es sich für große Teile der jungen prä-israelischen Gesellschaft, deutsche Werke ins Hebräische zu übersetzen, womöglich wurden aus diesem Grund weitere ihrer Werke erst wieder 1945, durch die Autorin, Journalistin, Künstlerin und Übersetzerin Leah Goldberg übersetzt. Leah Goldberg kannte die Werke Lasker-Schülers bereits aus ihrer Studienzeit in Bonn, übersetzte sie indes erst in den 40er Jahren. Ihre Übersetzungen wurden in der Zeitung Al-HaMischmar (Hebr.: „על המשמר“, Auf der Wacht) veröffentlicht.
In der Folge wurden immer wieder Texte Lasker-Schülers ins Hebräische übersetzt; so veröffentlichte Yehuda Amichai 1969 Übersetzungen ihrer Werke. Auch Natan Zach betätigte sich in dieser Hinsicht. 1996 erschien sein Buch unter dem Titel Alaich Echelom Charischit (Hebr.: „עליך אחלום חרישית“, Von dir träume ich leise), das Collagen des Künstlers Iga‘el Tumarkin enthält. Ein weiteres Werk verfasste Judith Shargal; des Weiteren erschien im Jahre 2016 unter dem Titel ‘Ir schel Chalom (Hebr.: „עיר של חלום“, Stadt eines Traumes) ein Sammelband mit Übersetzungen sämtlicher ihrer Theaterstücke.
Dem Schriftsteller und Assyriologen Nathan Wasserman dienten Biographie und Werke Else Lasker-Schülers als Inspiration für das Prosa-Werk Schachor Cochav (Hebr.: „שחור כוכב“, Schwarz Stern), auch den auf Jiddisch schreibenden Literaten Abraham Sutzkever inspirierte ihre Person zum Verfassen eines Gedichtes.
Als Mitte der 90er Jahre ein Koffer Lasker-Schülers in der Schweiz aufgefunden wurde und es daraufhin Verhandlungen über dessen Aufbewahrung zwischen Israel, ihrem letzten Wohnort (damals noch Mandatsgebiet Palästina), und der Schweiz, die ihr Ende der 30er Jahre die Erneuerung ihres Visums verweigert hatte, gab, erregte das auch Aufsehen in der israelischen Öffentlichkeit und die Heimholung des Koffers in das Archiv der Israelischen Nationalbibliothek wurde entsprechend gewürdigt.

## Nachleben

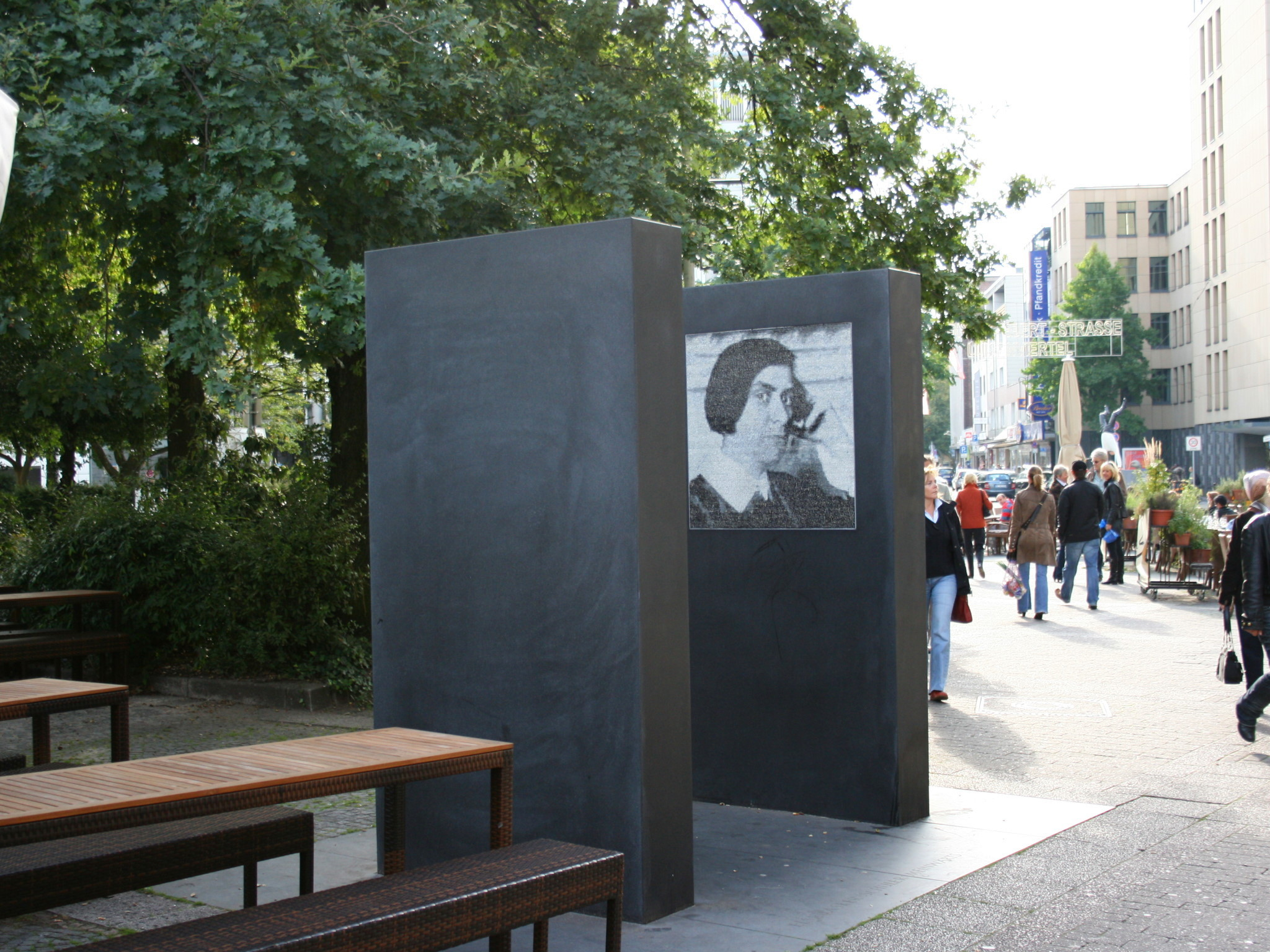
Else-Lasker-Schüler-Denkmal in Wuppertal

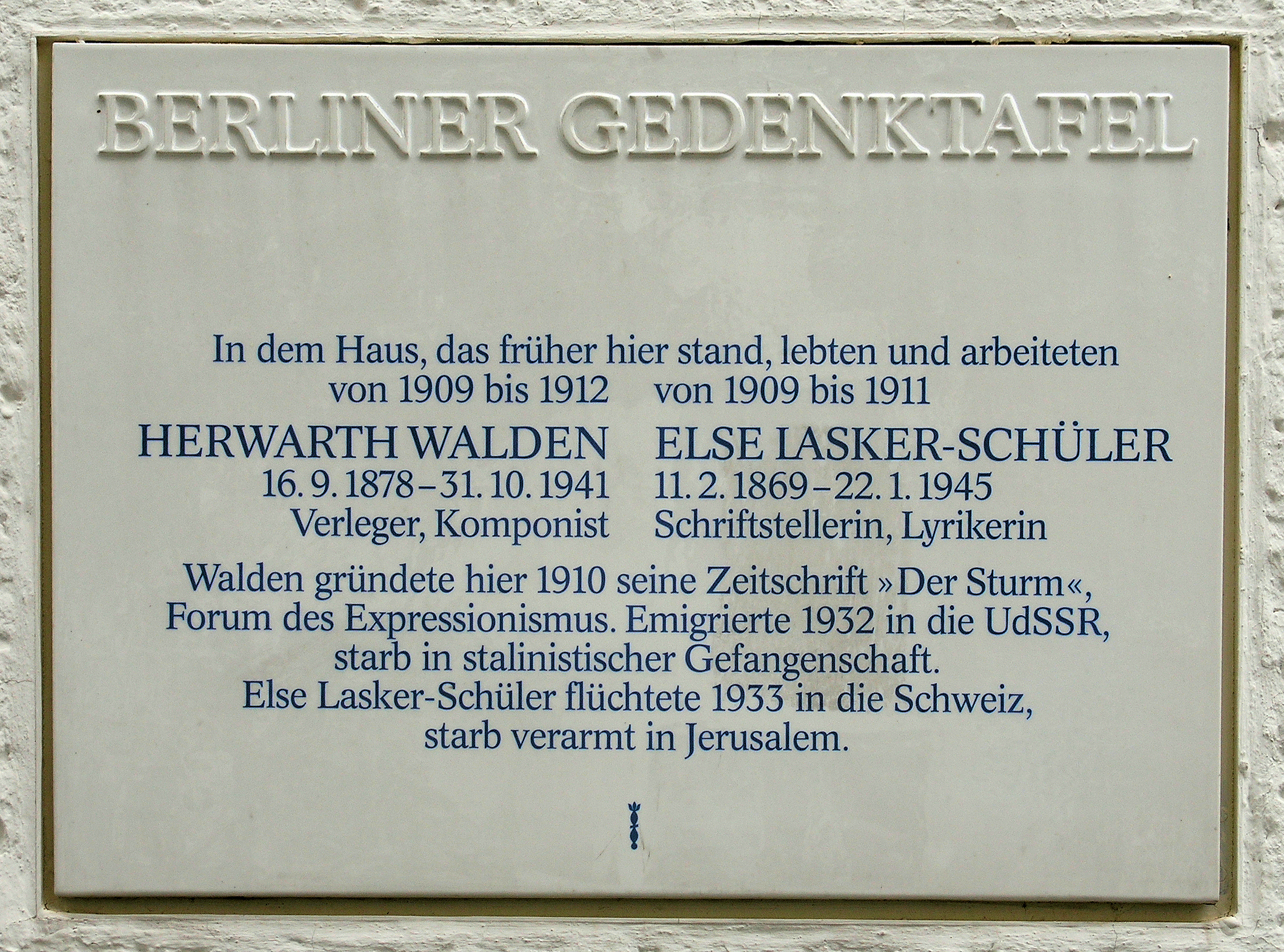
Gedenktafel am Haus Katharinenstraße 5 in Berlin-Halensee

### Denkmale und Gedenktafeln
- Skulptur Engel für Jerusalem von Horst Meister im Aminadav-Wald neben dem Kennedy Memorial bei Jerusalem.
- In der Nähe des Kasino-Kreisels in der Innenstadt von Wuppertal-Elberfeld erinnert seit 1989 ein Denkmal des Künstlers Stephan Huber an die Dichterin. Es geht auf eine Initiative von Heinrich Böll zurück und zitiert mit dem Titel Meinwärts das Endwort des Gedichts Weltflucht. Die Skulptur besteht aus zwei einander zugewandten Mosaik-Stelen aus schwarzem Granit mit dem Abbild der sich gleichsam selbst betrachtenden Dichterin.[36]
- In Berlin-Halensee, Katharinenstraße 5 erinnert eine Gedenktafel an die Künstlerin, die hier von 1909 bis 1911 lebte und mit ihrem Mann Herwarth Walden die Zeitschrift Der Sturm herausgab.
- In Berlin-Schöneberg, Motzstraße 7, erinnert eine Gedenktafel an Else Lasker-Schüler. Sie lebte hier von 1924 bis 1933 im Hotel Sachsenhof.
- Gedenktafel am Haus in Wuppertal

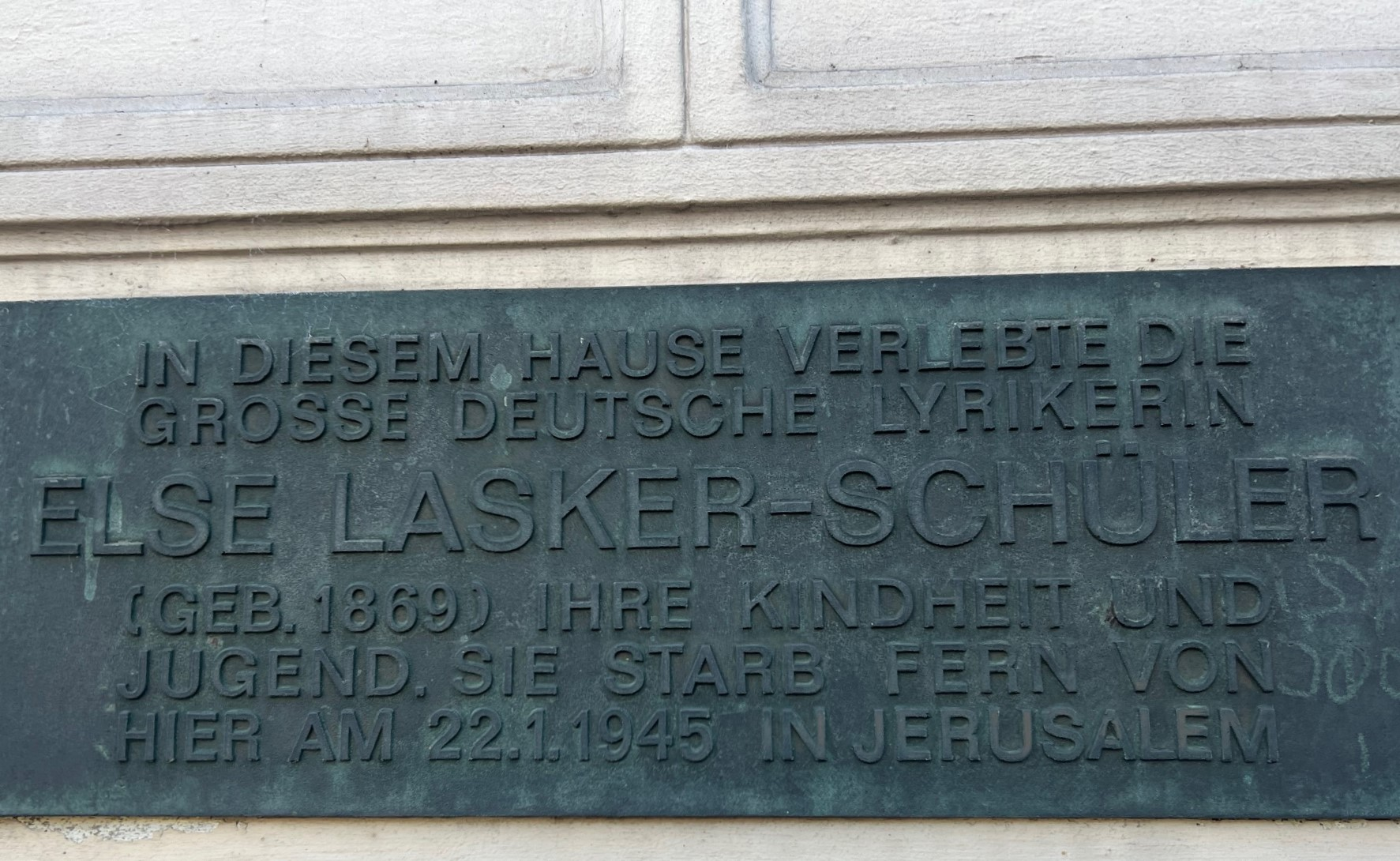
Gedenktafel am Haus in Wuppertal (Briller Viertel)

- Am 7. Oktober 2024 wurde Else Lasker-Schüler im Rahmen des Projekts Frauenorte in die Liste der FrauenOrte NRW aufgenommen. Eine Stele wurde auf dem Gelände der Gelände der Gesamtschule Else Lasker-Schüler errichtet.[37]

### Film und Theater
- 1979: Film Ich räume auf (nach der gleichnamigen Streitschrift der Dichterin). Mit Gisela Stein als Else Lasker-Schüler. Produktion: WDR, Regie: Georg Brintrup.[38][39]
- 1989: Spielfilm Berlin Jerusalem (GB, F, NL, Italien). Der Film von Amos Gitai (Drehbuch, Regie) beruht auf den Biografien von Else Lasker-Schüler und Manja Schochat. UT: … oder die Geschichte zerstörter Utopien.
- Das Theaterstück Verscheucht von Gerold Theobalt ist eine szenische Hommage an Else Lasker-Schüler. Es wurde 2006 am Zürcher Schauspielhaus uraufgeführt. Das Theaterstück Stiefmutterland, ebenfalls von Gerold Theobalt, schildert ihren Weg aus Wuppertal nach Berlin und ihre Freundschaft mit dem Vagantendichter Peter Hille. Beide Stücke waren Auftragsarbeiten der Else-Lasker-Schüler-Gesellschaft.
- 1989: Theaterstück Fetzen Paradies. Eine Biographie-Collage mit Texten aus Else Lasker-Schülers Werken aus ihrer Zeit in Berlin. Die sieben Teile verdeutlichen die Tragik und Poesie ihrer Lebensphasen. Schauspiel und Zusammenstellung der Texte: Isabella Mamatis, Regie: Ilona Zaripov. Die Produktion wurde im In- und Ausland insgesamt 175 Mal aufgeführt.
- 2018 erschien im Gustav-Kiepenheuer-Bühnenvertrieb eine Bearbeitung für 5H/3D von Gerhard Hess, die das Ziel hatte, die Bühnentauglichkeit von „Arthur Aronymus“ unter Beweis zu stellen.[40]
- 2019: Oper IchundIch von Johannes Harneit. Uraufführung am 3. November 2019 Staatsoper Hamburg.[41]

### Musik
- 2005: Auf dem Album Ich träume so leise von dir vom „Else-Lasker-Schüler-Projekt“ interpretieren bekannte Sängerinnen (z. B. Katja Riemann, Suzie Kerstgens, Mieze Katz oder Elke Brauweiler) Gedichte von Lasker-Schüler als Lieder.
- 2006: CD-Einspielung des Else Lasker-Schüler-Zyklus von Wilhelm Rettich. 26 Lieder und Gesänge für eine Singstimme und Klavier, komponiert 1923–1928.[42]
- 2006: Uraufführung des Liederzyklus Tenet von David Philip Hefti in Zürich. Vier Lieder für Sopran und Ensemble nach Gedichten von Else Lasker-Schüler, komponiert 2003.
- 2019: Uraufführung von Ich habe Dich gewählt ..., Symphonisches Gedicht Nr. 2 op. 82 für Sprecher, Mezzosopran, Chor und großes Orchester von Lutz-Werner Hesse.

### Namensgeberin Else Lasker-Schüler

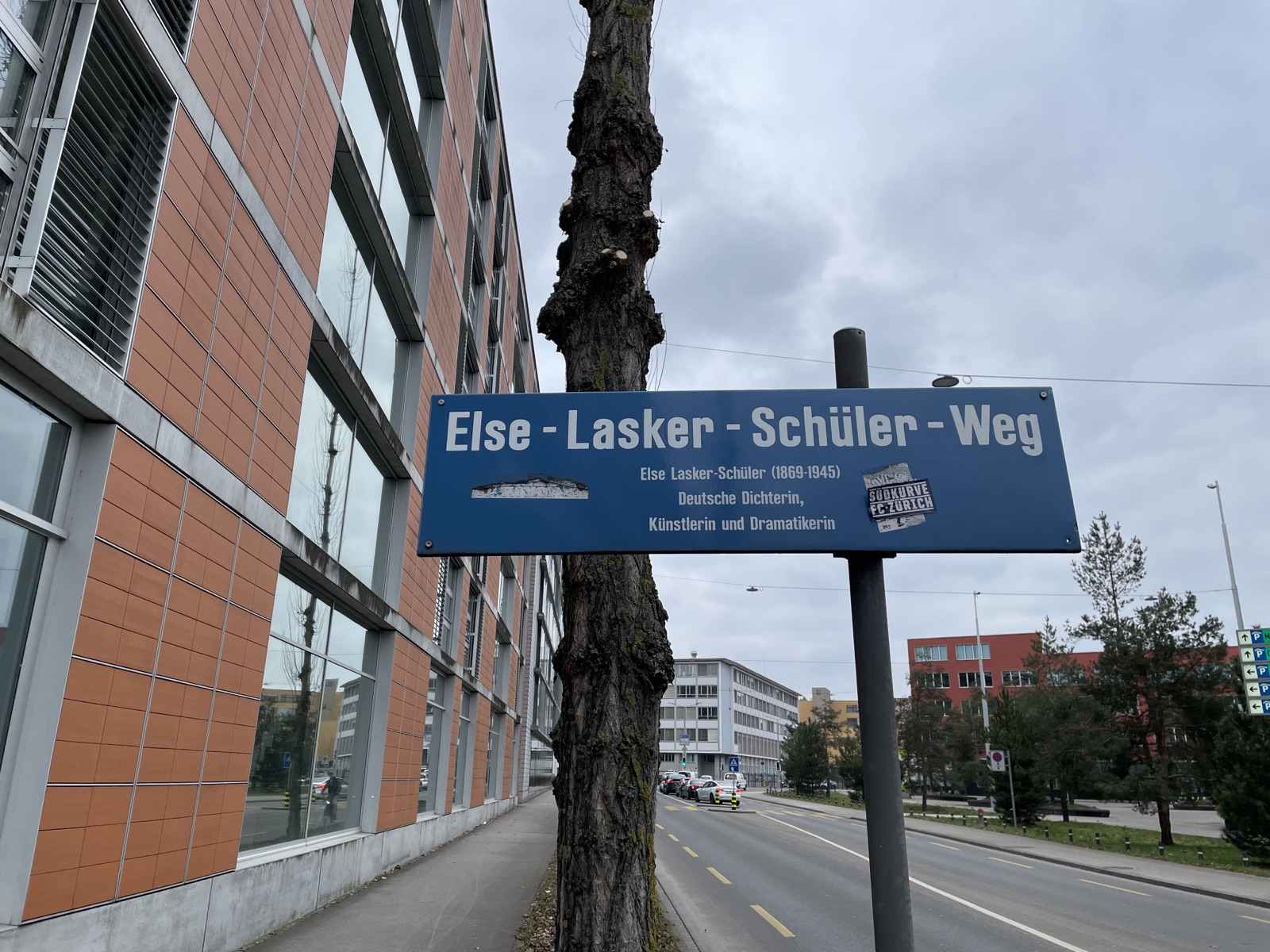
Else-Lasker-Schüler-Weg in Zürich

- In Wuppertal wurde 1990 die Else-Lasker-Schüler-Gesellschaft als politische literarische Gesellschaft gegründet.
- Else-Lasker-Schüler-Dramatikerpreis (seit 1993)
- Eine Gesamtschule in Wuppertal-Elberfeld ist nach ihr benannt, die sich als Schule ohne Rassismus bezeichnet.
- Eine Straße benannten nach Else Lasker-Schüler die Städte Berlin (Bezirk Schöneberg, 1998), München (2012), Köln, Leverkusen, Wuppertal, Haan, Solingen (2009), Geseke, Göttingen, Wolfsburg, Telgte, Hanau, Freiburg im Breisgau, Bensheim und Zürich.
- Der Asteroid (20074) Laskerschueler wurde nach ihr benannt.
- Die deutsch-israelische Kammermusikformation Else Ensemble hat sich nach ihr benannt.

### Philatelistisches
Anlässlich ihres 150. Geburtstags gab die Deutsche Post AG ein Postwertzeichen im Nennwert von 70 Eurocent heraus. Der Erstausgabetag war der 7. Februar 2019. Der Entwurf stammt von der Grafikerin Julia Warbanow aus Berlin.

## Ausstellungen
- Zeichnungen. (Schiller-Nationalmuseum Marbach am Neckar, 22. Januar bis 2. April 1995)
- Sieh in mein verwandertes Gesicht. (Kunsthalle Barmen, 9. April bis 28. Mai 1995)
- Else Lasker-Schülers Jerusalem. (Hebräische Universität Jerusalem, 1995)
- I and I, drawings by Else Lasker-Schüler. (Israel Museum, 1997)
- Schrift – Bild – Schrift. (August-Macke-Haus Bonn, 29. Oktober 2000 bis 18. Februar 2001)
- Erbittert nicht, aber traurig war ich. Ausstellung über E.L-S., 27. November 2006 bis 26. Januar 2007. Schweiz: Zentralbibliothek Zürich. Unterstützt vom ELS-Archiv an der Nationalbibliothek Jerusalem
- Der Prinz von Theben. Else Lasker-Schüler: Dichterin, Zeichnerin, Rebellin. (3. Juni bis 9. September 2007, Felix-Nussbaum-Haus, Osnabrück)
- Himmel und Hölle zwischen 1918 und 1989. Die verbrannten Dichter. Kunstmuseum Solingen seit dem 30. März 2008, seitdem dort als Dauerausstellung in Verbindung mit dem Deutschen Zentrum für verfolgte Künste
- Else Lasker-Schüler. Die Bilder. 8. September 2010 bis 9. Januar 2011, Jüdisches Museum Frankfurt / 21. Januar 2011 bis 1. Mai 2011, Hamburger Bahnhof Berlin – Museum für Gegenwart
- Else Lasker-Schüler: Gestirne und Orient. Die Künstlerin im Kreis des Blauen Reiters. Franz Marc Museum, Kochel am See / 23. September 2012 bis 6. Januar 2013
- fluxus 32: Else Lasker-Schüler und Moshe Spitzer 1943 in Jerusalem. Literaturmuseum der Moderne, Marbach am Neckar / 14. April 2015 bis 27. September 2015
- Else Lasker-Schüler. „Prinz Jussuf von Theben“ und die Avantgarde. Von der Heydt-Museum, Wuppertal / 6. Oktober 2019 bis 16. Februar 2020

## Werke

### Erstausgaben (chronologisch)

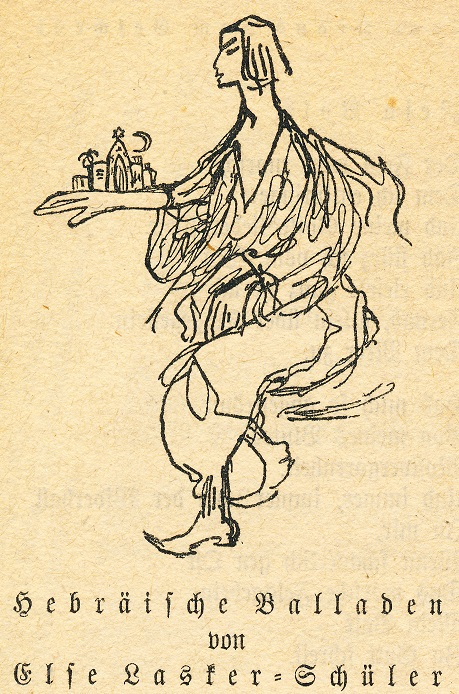
Hebräische Balladen, erschienen bei A. R. Meyer, Berlin 1913

- Styx. Gedichte. Juncker, Berlin 1901.
- Der Siebente Tag. Gedichte. Verlag des Vereins für Kunst, Berlin-Charlottenburg 1905, Digitalisat.
- Das Peter Hille-Buch. Juncker, Stuttgart & Berlin [1906].
- Die Nächte Tino von Bagdads. Gedichte und Novellen. Juncker, Berlin u. a. 1907.
- Die Wupper. Schauspiel in 5 Aufzügen. Oesterheld, Berlin 1909. Uraufführung 1919.
- Meine Wunder. Gedichte. Dreililien, Karlsruhe & Leipzig 1911.
  - darin: Ein alter Tibetteppich, Weltende
- Mein Herz. Ein Liebesroman mit Bildern und wirklich lebenden Menschen. Bachmair, München 1912.
- Hebräische Balladen. A. R. Meyer, Berlin-Wilmersdorf 1913.
- Essays. Cassirer, Berlin 1913.
- Gesichte. Essays und andere Geschichten. Wolff, Leipzig 1913. (Neuauflage 2018, ISBN 978-3-7437-2409-9)
- Der Prinz von Theben. Ein Geschichtenbuch. Verlag der Weißen Bücher, Leipzig 1914.
- Die gesammelten Gedichte. Verlag der Weißen Bücher, Leipzig 1917.
- Der Malik. Eine Kaisergeschichte. Cassirer, Berlin 1919.
- Gedichte. 2 Teile. Berlin: Cassirer 1920. Darin:
  - Hebräische Balladen (erweiterte Fassung), Digitalisat
  - Die Kuppel, Digitalisat
- Der Wunderrabiner von Barcelona. Erzählung. Cassirer, Berlin 1921.
- Theben. Gedichte und Lithographien. Querschnitt, Frankfurt a. M. 1923.
- Ich räume auf! Meine Anklage gegen meinen Verleger. Lago, Zürich. 1925.
- Arthur Aronymus. Die Geschichte meines Vaters. Rowohlt, Berlin 1932. Dramatische Fassung 1932 unter dem Titel Arthur Aronymus und seine Väter. Uraufführung 1936.
- Konzert. Essays und Gedichte. Rowohlt, Berlin 1932.
- Das Hebräerland. Prosa. Oprecht, Zürich 1937.
- Mein blaues Klavier. Neue Gedichte. Jerusalem Press, Jerusalem 1943.
  - darin: Mein blaues Klavier
- IchundIch. Eine theatralische Tragödie. Herausgegeben und mit einem Nachwort versehen von Margarete Kupper. Kösel, München 1980. Uraufführung 1979.

### Werkausgaben
- Die gesammelten Gedichte. Verlag der Weißen Bücher, Leipzig 1917. (Neuauflage 2018, ISBN 978-3-7437-2386-3)
- Die gesammelten Werke. Zehn Bände. Cassirer, Berlin 1919–1920.
- Gesammelte Werke in drei Bänden. Hrsg. von Friedhelm Kemp und Werner Kraft. Kösel-Verlag, München 1959–1961.
- Gesammelte Werke. Acht Bände. dtv, München 1986.
- Werke. Lyrik, Prosa, Dramatisches. Hrsg. von Sigrid Bauschinger. Artemis und Winkler, München 1991.
- Werke und Briefe. Kritische Ausgabe. 11 Bände. Im Auftrag des Franz Rosenzweig-Zentrums der Hebräischen Universität Jerusalem, der Bergischen Universität Wuppertal und des Deutschen Literaturarchivs Marbach am Neckar hrsgg. von Andreas B. Kilcher [ab Bd. 9], Norbert Oellers, Heinz Rölleke und Itta Shedletzky:
  - Bd. 1: Gedichte. Bearbeitet von Karl Jürgen Skrodzki unter Mitarbeit von Norbert Oellers. Jüdischer Verlag, Frankfurt am Main 1996.
  - Bd. 2: Dramen. Bearbeitet von Georg-Michael Schulz. Jüdischer Verlag, Frankfurt am Main 1997.
  - Bd. 3: Prosa. 1903–1920. Bearbeitet von Ricarda Dick. Jüdischer Verlag, Frankfurt am Main 1998.
  - Bd. 4: Prosa. 1921–1945. Nachgelassene Schriften. Bearbeitet von Karl Jürgen Skrodzki und Itta Shedletzky. Jüdischer Verlag, Frankfurt am Main 2001.
  - Bd. 5: Prosa. Das Hebräerland. Bearbeitet von Karl Jürgen Skrodzki und Itta Shedletzky. Jüdischer Verlag, Frankfurt am Main 2002.
  - Bd. 6: Briefe. 1893–1913. Bearbeitet von Ulrike Marquardt. Jüdischer Verlag, Frankfurt am Main 2003.
  - Bd. 7: Briefe. 1914–1924. Bearbeitet von Karl Jürgen Skrodzki. Jüdischer Verlag, Frankfurt am Main 2004.
  - Bd. 8: Briefe. 1925–1933. Bearbeitet von Sigrid Bauschinger. Jüdischer Verlag, Frankfurt am Main 2005.
  - Bd. 9: Briefe. 1933–1936. Bearbeitet von Karl Jürgen Skrodzki. Jüdischer Verlag, Frankfurt am Main 2008.
  - Bd. 10: Briefe. 1937–1940. Bearbeitet von Karl Jürgen Skrodzki und Andreas B. Kilcher. Jüdischer Verlag, Frankfurt am Main 2009.
  - Bd. 11: Briefe. 1941–1945. Nachträge. Bearbeitet von Karl Jürgen Skrodzki und Andreas B. Kilcher. Jüdischer Verlag, Berlin 2010.
- Sämtliche Gedichte. Hrsg. von Karl Jürgen Skrodzki. Jüdischer Verlag im Suhrkamp-Verlag, Frankfurt am Main 2004, ISBN 978-3-633-54196-6.
- Die Gedichte. Hrsg. und kommentiert von Gabriele Sander. Reclam, Stuttgart 2016.
- Gedichte 1902–1943. Suhrkamp, Frankfurt am Main (= suhrkamp taschenbücher. Band 2790).
- IchundIch. [Schauspiel.] Hrsg. von Karl Jürgen Skrodzki und Kevin Vennemann. Jüdischer Verlag im Suhrkamp-Verlag, Frankfurt am Main 2009.
- Else Lasker-Schüler. Die Bilder. [Katalog.] Hrsg. von Ricarda Dick im Auftrag des Jüdischen Museums Frankfurt am Main. Mit Essays von Ricarda Dick und Astrid Schmetterling. Jüdischer Verlag im Suhrkamp Verlag, Berlin 2010, ISBN 978-3-633-54246-8.
- Heidrun Loeper, Herausgeberin und Verfasserin eines Nachworts: Else Lasker-Schüler: Die kreisende Weltfabrik. Berliner Ansichten und Porträts. Transit Verlag, Berlin 2012, ISBN 978-3-88747-282-5.
- Else Lasker-Schüler, Franz Marc: Mein lieber, wundervoller blauer Reiter. Privater Briefwechsel. Hrsg. von Ulrike Marquardt. Artemis & Winkler, Düsseldorf 1998, ISBN 3-538-06820-8.
- Ricarda Dick (Hrsg.): Else Lasker-Schüler – Franz Marc. Eine Freundschaft in Briefen und Bildern. Mit sämtlichen privaten und literarischen Briefen (mit Faksimile des Malik). Prestel, München 2012, ISBN 978-3-7913-4668-7.

## Anmerkung
1. ↑  
Vermutungen über die Ursachen des Scheiterns der ersten Ehe finden sich zum Beispiel bei Bänsch auf S. 193: Den leiblichen Vater ihres einzigen Kindes Paul muss Else Lasker-Schüler um den Mai 1898 herum kennengelernt haben.